# محمد هلال (بازیکن فوتبال)
محمد هلال (انگلیسی: Mohamed Helal؛ زادهٔ ۱ ژانویهٔ ۱۹۹۶) یک ورزشکار اهل مصر است.